# August Mietz

August Mietz

August Mietz (* 20. Januar 1898 in Maidan, Wolhynien; † 3. April 1989 in Bielefeld) war ein deutscher Politiker (NSDAP).

## Leben und Tätigkeit
Nach dem Schulbesuch absolvierte August Mietz eine kaufmännische Lehre. Später nahm er am Ersten Weltkrieg teil. Von 1920 bis 1933 war er als Kaufmann, unter anderem als Revisor bei der Zeche Graf Bismarck in Gelsenkirchen tätig. Ab 1934 war er Direktor und Mitglied im Vorstand der Gelsenkirchener Glückauf-Brauerei.
Mietz trat zum 1. Juli 1931 der NSDAP bei (Mitgliedsnummer 593.312). Politisch betätigte er sich ab November 1934 als Gauschatzmeister der NSDAP, wurde Ratsherr in Münster und Provinzialrat der Provinz Westfalen. Am 23. August 1943 trat Mietz im Nachrückverfahren für den ausgeschiedenen Abgeordneten Fritz Schmidt als Abgeordneter in den nationalsozialistischen Reichstag ein, in dem er bis zum Ende der NS-Herrschaft im Frühjahr 1945 den Wahlkreis 17 (Westfalen Nord) vertrat.
Im Adressbuch von Münster für 1941/1942 ist Mietz mit Wohnsitz Gröningerstraße 16 und der Berufsbezeichnung „Gauschatzmeister“ verzeichnet.
Nach dem Zweiten Weltkrieg lebte Mietz unauffällig in Nordrhein-Westfalen.